# Saskatchewan River Crossing
Saskatchewan River Crossing is een plaats in het westen van de Canadese provincie Alberta. Het ligt in het bestuurlijke gebied Improvement District No. 9 (nationaal park Banff), op het knooppunt van de wegen Icefields Parkway en David Thompson Highway.
De plaats kreeg de naam "The Crossing" (kruising) toen reizigers en bonthandelaren in de 19e eeuw dit punt gebruikten om de North Saskatchewan-rivier over te trekken op weg naar British Columbia.
Saskatchewan River Crossing ligt op de samenstroom van de rivieren North Saskatchewan, de Howse en de Mistaya en is het startpunt voor toertochten naar het Columbia-ijsveld en ander natuurschoon in deze omgeving.
Het is de enige bevoorradingsplaats tussen Lake Louise en Jasper, voor onder andere brandstof, restauratie, cadeauwinkel en overnachting. Deze voorzieningen zijn niettemin gebonden aan het zomerseizoen en 's winters gesloten.